# 昆虫標本

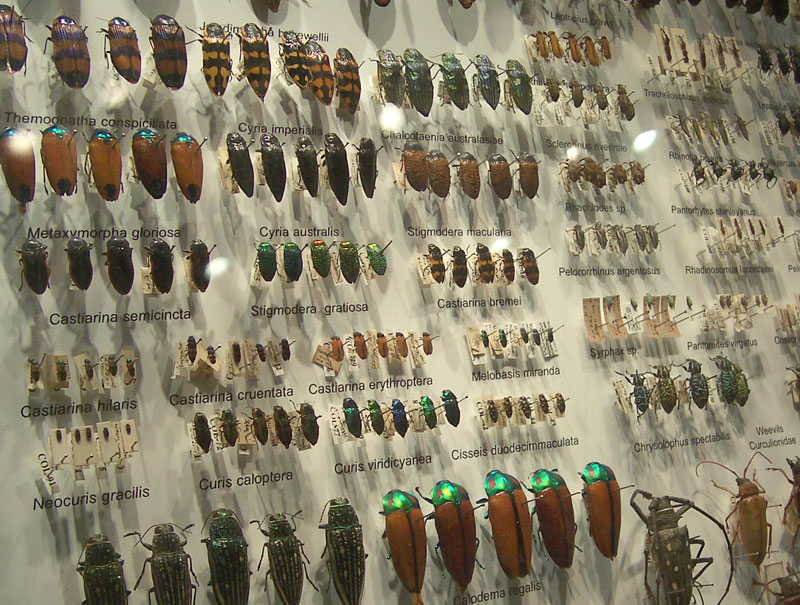
甲虫の標本

昆虫標本（こんちゅうひょうほん）とは、昆虫採集などによって得られた昆虫を研究、特に分類学的研究に耐えるよう保存処置をした標本である。昆虫は外骨格が発達しており、乾燥させるだけで数百年以上研究の実用に耐える保存性を示すので乾燥標本とすることが多い。また、この処理で色が変わらないものも多く、観賞性にも優れているため、鑑賞目的に作られることも多い。

## 分類学のため
分類学用の標本も乾燥標本が普通に使われた。しかし、内部形質の保存を目的としたり、柔軟で乾燥標本では変形が著しい昆虫の保存に当たっては、アルコール水溶液などの保存液中にひたす液浸標本にすることもある。またノミやアザミウマのような微細な昆虫はプレパラート標本にすることが一般的である。

### 乾燥標本
乾燥標本の場合、まず昆虫の足や触角、群によっては翅を広げて整形し、乾燥によってこの形が固定するまで保管する。これを展翅、あるいは展足という。チョウなどはほぼ必ず展翅し、そのために専用の展翅板があり、いくつかのサイズを用意する。トンボなどでは翅を閉じた状態で標本とする例も多い。
そののちに針を昆虫に突き刺し、宙ぶらりんの位置で固定できるようにして標本箱に保管する。この時、通例では胸部、特に前胸の中央やや右側に刺すことになっている。これは、右手で針を持った場合に針の刺さっていない側が大きく見やすいためである。また、絶対に中央に刺してはならない。正中線上の構造は一つしかないから、そこに針を刺すとこれを破壊してしまう。左右に片寄せておけば、針の貫通で壊れた構造は反対側には残っていることになる。
なお針を刺すことができないような小型昆虫の場合、針に台紙を刺しておいてそこに貼り付けることが一般的である。接着剤は木工ボンドやニカワなどが使われることが多い。台紙の形は三角形や四角形があり裁断機などで自作したり市販品を使用したりする。四角台紙は標本が破損するリスクが少ないが腹部が観察できないという短所がある。三角台紙の場合その尖った部分に昆虫を貼り付け、下になった側の大部分も観察できるが標本が破損するリスクが高いという短所がある。セルロイド製の台紙も存在するが耐久性は紙製に劣るという指摘もある。

### 保管
分類研究に使われる場合、標本と共にデータを記入したラベルを保存することが重要である。普通は採集場所、年月日、採集者を顔料インクや鉛筆などの消えにくいものを使い印刷や手書きするなどして記入した紙片(中性紙が最もよいとされる)を作り、乾燥標本であれば昆虫を刺した針にそれも突き刺しておく。液浸標本の場合は一緒に液に浸けておくのが普通。
完成した標本は、標本箱に保存する。木製で、底面にコルクやペフ板を張るなどして針を刺しやすくしたものである。蓋にガラス板をはめ込み、外から見えるようにしたものがよく見かけられるが、研究用には外から見える必要は必ずしもないから、完全に木製のものもある。
現存する日本最古の昆虫標本は東京大学総合研究博物館所蔵の昆虫標本「幕臣武蔵孫右衛門自製昆虫標本」である。旗本で隠居後に本草学を研究した武蔵石壽が天保年間に作製したとされ、球状のガラスにハンミョウやゲンゴロウ、オオミノガなどの昆虫とコウモリ、カタツムリ、トカゲ、カエルなどを収めて和紙で蓋をしたもので、72種87個を収めている。1913年に、ガロアムシの研究でも知られるフランス大使館の外交官エドム・アンリ・ガロアが東京の古道具屋で販売されているのを発見し、購入後に東京帝国大学（現・東京大学）農学部の佐々木忠次郎に寄贈した。
日本国内で最大の昆虫標本コレクションは九州大学所蔵のものであり、北海道大学や東京農業大学、愛媛大学のコレクションも充実している。

## 鑑賞目的

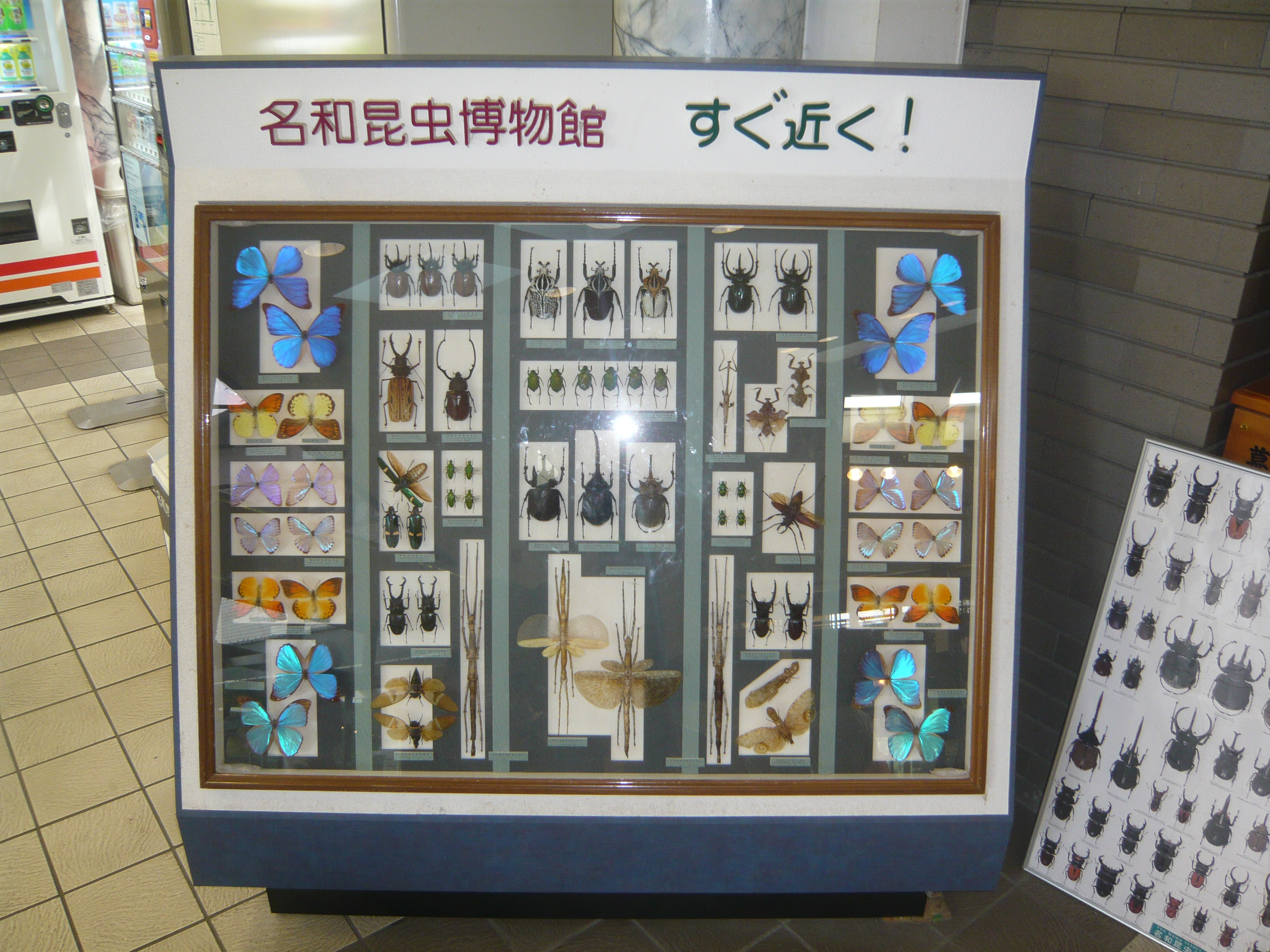
名和昆虫博物館の案内看板に利用されている昆虫標本
（金華山ロープウェーの金華山麓駅にて）

昆虫、特に大型の蝶や甲虫類には鑑賞価値が高く、一般にも知名度の高いものが多々ある。それらは一般人が飾って楽しむ場合もあり、それを目的とした標本の制作や販売が行われる例もある。マレーシアなどではトリバネチョウやコノハムシ、カブトムシなどを標本箱に納めた形のものや、昆虫以外ではサソリやタランチュラ,ウデムシが同じような標本の形で販売されている（なお、一般的にクモ類は死後腹部が収縮してしまうため、乾燥標本には向かない）。大型のムカデや、節足動物ですらない、コウモリや、小型で彩色のカエルまでもが、乾燥標本にされ、昆虫標本と一緒に同じ箱に収められ販売されている事もある。モルフォチョウ等、その土産物としての販売が地元の重要な物産となっている例もある。なお、絶滅のおそれのある野生動植物の種の国際取引に関する条約（ワシントン条約）や種の保存法の国内希少野生動植物種で販売や譲渡や移動が禁止されているものが販売されていた例もあるので、注意を要する。
これらの標本も、上記の分類研究用の標本と基本的には変わらない。ただ、取り出してひっくり返して細かいところを見ることは必要ないから、箱のふたが固定されていることやチョウ以外では箱の底に直接のり付けされていることやラベルがないこともあるため注意が必要である。
チョウの場合には、多数を集めて一箱に収めたものが販売されている。その他、分類とは関係なく、様々なデザインで配置した標本箱が販売されている例もある。羽根の模様だけあればいいと、鱗粉を台紙に写し取った鱗粉転写というのもある。

## 風流としての標本
1794年（乾隆59年）頃の清朝の文士である沈復の『浮生六記』に次のような記述がある。
| 「 | 私は閑居している時には、机上に花瓶を絶やした事がなかった。ある時、芸が私に「あなたの挿し花は、天候の変化によく気が配られており、その点では入神の技だと言えるでしょう。ところで、画の方では、草のあるところに必ず虫がいる事になっていますが、あなたの挿し花にはどうして虫がいないのでしょう?」と言った。 私は、「虫は動いてやまぬものだから、画のような訳にはいかないよ」と答えた。すると芸は、「それには一つよい方法があるんだけど、少々殺生なのでね」と言う。 私は「方法? どんな?」と聞き返した。 芸は「虫は死んでも色が変わらないでしょう。だから、蟷螂なり、蝉なり、蝶なりを捕まえてきて、針で刺し殺し、絹糸で首のところを花の枝に括りつけ、足を、茎を抱き葉を踏んまえているようなふうに整えておけば、いかにも生きているように見えるでしょう。どうです、素晴らしい考えではありませんか?」と言った。 私は喜んで、言われた通りにしてみた。すると、見る人ことごとくが口を極めてこれを褒めた。 | 」 |

これは、ジオラマ標本である。博物館のそれは、生態を再現するのが目的であるが、これは活け花とともに風流として楽しむ点が異なる。